# 카산드라 (텔레노벨라)
《카산드라》(스페인어: Kassandra)은 1992년부터 1993년까지 방영된 베네수엘라의 텔레노벨라이다.

## 캐스트
- 코라이마 토레스 - 카산드라 / 안드레이나 아로차
- 오스발도 리오스 - 루이스 다비드 콘트레라스
- 헨리 소토 - 란두